# مارکو باشا
مارکو باشا (سیریلیک صربی: Марко Баша؛ زادهٔ ۲۹ دسامبر ۱۹۸۲) بازیکن فوتبال اهل مونته‌نگرو است.

## باشگاهی
از باشگاه‌هایی که در آن بازی کرده‌است می‌توان به باشگاه فوتبال لوکوموتیو مسکو، باشگاه فوتبال لیل و باشگاه فوتبال لو مان اشاره کرد.

## تیم ملی
وی همچنین در تیم‌های ملی فوتبال صربستان و مونته‌نگرو بازی کرده‌است.